# Christian Külbs
Christian Külbs (* 1. Oktober 1914 in Berlin; † 30. April 1981) war ein deutscher Politiker der FDP.

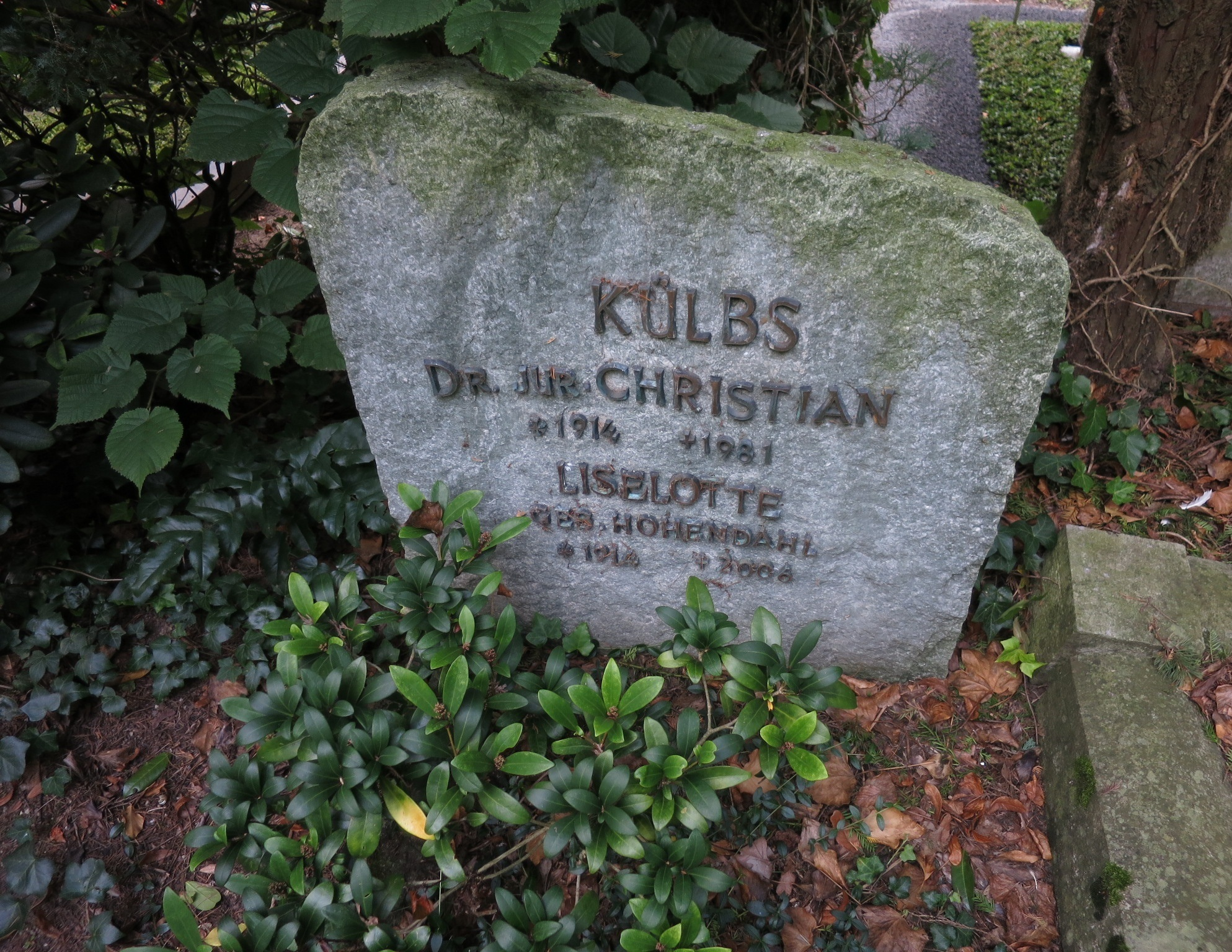
Grab der Eheleute Külbs auf dem Friedhof Melaten

## Leben
Christian Külbs besuchte das Gymnasium. Im Anschluss machte er eine Banklehre. Danach belegte er ein Studium der Rechtswissenschaften und Betriebswirtschaft. 1938 wurde er Assessor und Dipl.-Kaufmann. Bis 1945 übte er eine Tätigkeit in der Handelspolitischen Abteilung des Auswärtigen Amts aus. Zum 1. Mai 1933 war er der NSDAP beigetreten (Mitgliedsnummer 2.129.902). Über seine Entnazifizierung ist nichts bekannt. 
Von 1949 bis 1954 war er bei der Coca-Cola GmbH, Essen tätig. Von 1955 bis 1960 arbeitete er bei der Friedrich Krupp AG in Essen. Külbs war Vorstandsvorsitzender der Getränke und Spirituosen AG Rastatt. Ab 1954 wurde er als Rechtsanwalt in Essen tätig.
Seine Grabstätte befindet sich auf dem Kölner Friedhof Melaten (Flur 3 (N)).

## Politik
Külbs war Mitglied des Vorstandes des Landesverbandes der FDP in Nordrhein-Westfalen. Er fungierte als Mitglied im Rundfunkrat des WDR.
Christian Külbs war vom 30. September 1961 bis zum 20. Juli 1962 Mitglied des 4. Landtages von Nordrhein-Westfalen, in den er nachrückte.